# ポンティアック・ソルスティス
ソルスティス（Solstice ）は、アメリカ合衆国の自動車メーカー・ゼネラルモーターズがポンティアックブランドで製造・販売していたロードスターである。
サターン・スカイ、2代目オペル・GT、大宇・G2X とのバッジエンジニアリングによってコストを抑えている。

## 概要
2002年のデトロイトショーにコンセプトカーが出展され、好評であったことから、2004年の同ショーにて発表、2005年半ばから2006年モデルとして販売が開始された。
ロングノーズ&ショートデッキでリアデッキにフェアリング風の意匠が見られるなど古典的形状ながら、スポーツカーにふさわしいホイールベース/トレッド比が与えられ、18inの大径車輪を四隅に配置し、前後のオーバーハングを切り詰めたスタイルとなっている。
発売開始前のインターネットによる予約が9,000件を超え、限定1,000台のプレミアムモデルも予約開始からわずか41分で完売、さらに、2006年度の北米カー・オブ・ザ・イヤーにもノミネートされるなど、ポンティアックとしては久々の人気モデルとなった。
これまでの低コストなFF中心のラインナップを一新すべく、プラットフォームは縦置きFR専用に新開発された、「GMカッパプラットフォーム」を採用する。シャシの設計と開発はオペル主導で進められた。
フレームの主要部品には、同社が以前から用いている鋼管を水圧で膨らませて成形する「ハイドロフォーム」技術が採用されている。オス型を水で代用するハイドロフォームは、袋状（閉断面）部品の成形では、一般的なプレス加工に比べて工数と溶接長を大幅に減らせるうえ、継ぎ目のない大型部品は軽量化と高剛性化を両立できるなどのメリットを持つ。
2008年半ばからの2009年モデルにはデタッチャブルトップ（タルガトップ）のクーペも加わり、ラインナップも充実したが、本車種を生産していたウィルミントン工場の閉鎖によって、サターン・スカイとともに翌年には生産中止となっている。最終生産車のロールアウトは2010年。
販売網を持たない日本には正規輸入されていないが、好事家によって並行輸入されている。

## グレード

### GXP
コンバーチブルモデル
- エンジン - 水冷 直4 DOHCのエコテックシリーズ。
  - LNF型 - 排気量2.0L、ツインスクロールターボを装備し、出力 193 kW / 5,300 rpm、トルク 353 Nm / 2,500 - 5,250 rpm を発揮する。このエンジンは米国製としては初のガソリン直噴エンジンであり、かつ、排気量あたりの出力もGM史上最高となる。高出力化にあたり、強化シリンダーブロック、低フリクション鍛造ピストン、鍛造クランクシャフト、鍛造コンロッド、ナトリウム封入排気バルブ、吸排気可変バルブタイミング機構、ステンレスエキゾーストマニホールドなどを採用。
  - LE5型 - 2.4リットル 自然吸気で、129 kW / 5,800 rpm、222 Nm / 4,500 rpm を発揮。 2.4Lは Ecotec シリーズの中では最大排気量となる。
- トランスミッション - アイシンAI（現:アイシン）製5速MTと、アイシンAW（現:アイシン）製5速AT（5L40-E）が設定されている。
- その他 - リミテッド・スリップ・デフ、スタビリトラック トラクションコントロール、アンチロック・ブレーキ・システムなど。

### クーペ
デタッチャブルルーフモデル
- 2008年のニューヨークオートショーで発表され、2009年上半期から生産、販売が行われた。エンジンや装備はコンバーチブルモデルと同様である。

## モータースポーツ
軽量なFRゆえ、アメリカではドリフトマシンとしての評価も高く、リース・ミレンがフォーミュラD（アメリカ版D1選手権）にHKSワークスとして出走していた。2009年シーズンよりヒュンダイ・ジェネシスクーペにマシンを変更している。
ロード&トラック（サーキット）レースでは、SCCAクラブレーシングのショールーム・ストック（市販車無改造）B（SSB）クラスで2006年シリーズ第1位を獲得、翌2007年はSSB 第1位、新たに参戦したツーリング2（T2）クラスでも第1位 - 第3位を独占した。これにより2007年シーズン途中からT2クラスでは200ポンド（約90.7kg）のウェイトハンデキャップを課せられたが、2008年クラス第1位 - 第3位、2009年第1位、第3位と好成績を上げている。

## 登場作品

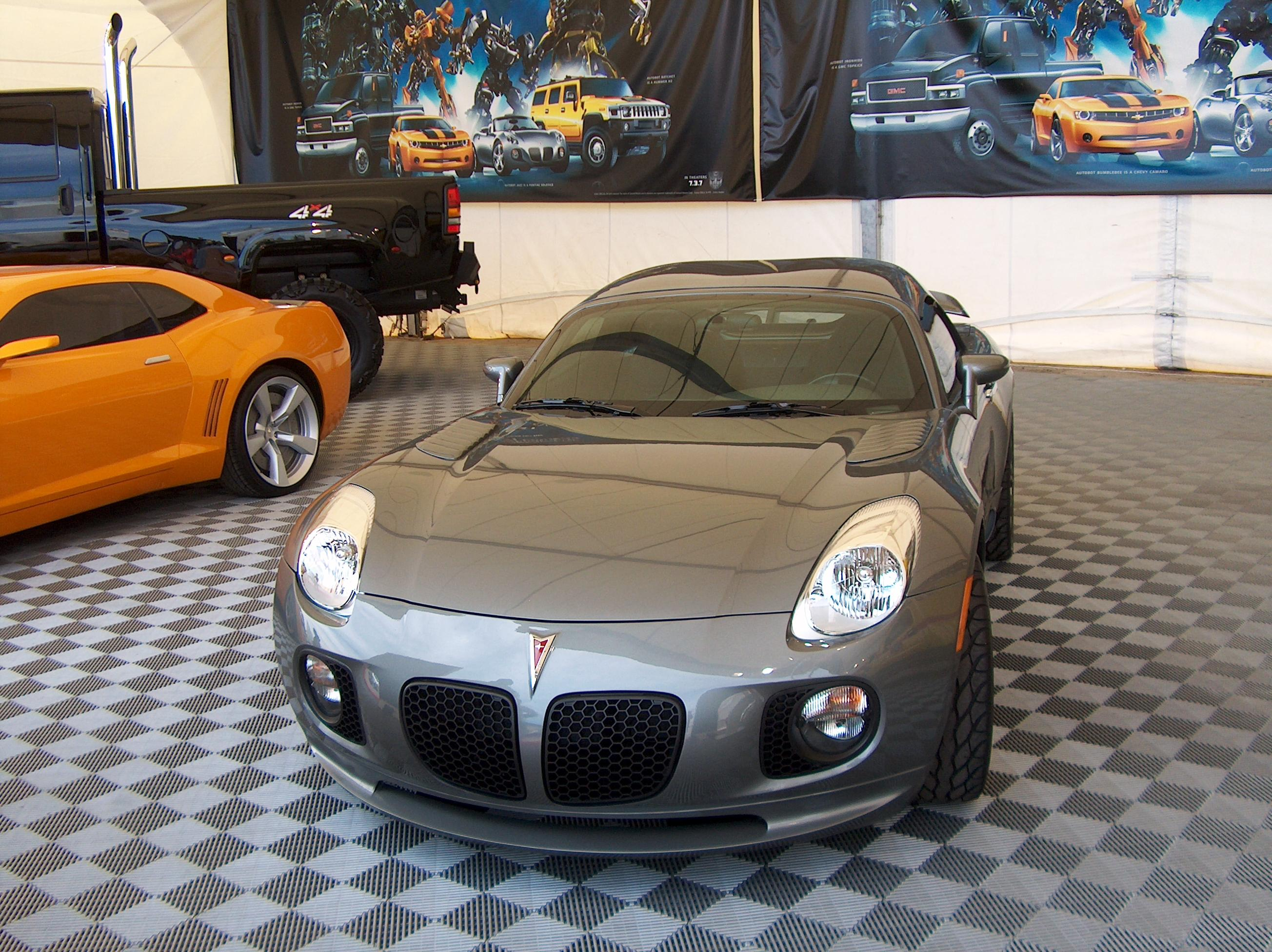
劇中車

トランスフォーマー（実写映画版第1作目） - オートボット（Autobots）の1人・副司令官である副官で将校のジャズ（日本名：マイスター） / Jazz役の車両として登場。